# Dubočka
Dubočka (izvirno srbsko Дубочка) je naselje v Srbiji, ki upravno spada pod Občino Petrovac na Mlavi; slednja pa je del Braničevskega upravnega okraja.

## Demografija
V naselju živi 480 polnoletnih prebivalcev, pri čemer je njihova povprečna starost 46,3 let (42,3 pri moških in 49,8 pri ženskah). Naselje ima 175 gospodinjstev, pri čemer je povprečno število članov na gospodinjstvo 3,33.
Prebivalstvo je večinoma nehomogeno.
|  |

| Demografija | Demografija     | Demografija     |
| Leto        | Št. prebivalcev | Št. prebivalcev |
| ----------- | --------------- | --------------- |
|             |                 |                 |
|             |                 |                 |
|             |                 |                 |
|             |                 |                 |
| 1948        | 1094            |                 |
| 1953        | 1057            |                 |
| 1961        | 1052            |                 |
| 1971        | 1033            |                 |
| 1981        | 1004            |                 |
| 1991        | 918             | 718             |
| 2002        | 858             | 582             |
|             |                 |                 |

| Etnična sestava po popisu iz leta 2002 | Etnična sestava po popisu iz leta 2002 | Etnična sestava po popisu iz leta 2002 | Etnična sestava po popisu iz leta 2002 | Etnična sestava po popisu iz leta 2002 |
| -------------------------------------- | -------------------------------------- | -------------------------------------- | -------------------------------------- | -------------------------------------- |
| Srbi                                   | Srbi                                   |                                        | 367                                    | 63,05%                                 |
| Vlahi                                  | Vlahi                                  |                                        | 171                                    | 29,38%                                 |
| Romuni                                 | Romuni                                 |                                        | 9                                      | 1,54%                                  |
| Neznano                                | Neznano                                |                                        | 10                                     | 1,71%                                  |